# Adinandra corneriana
Adinandra corneriana är en tvåhjärtbladig växtart som beskrevs av Clarence Emmeren Kobuski. Adinandra corneriana ingår i släktet Adinandra och familjen Pentaphylacaceae. Inga underarter finns listade i Catalogue of Life.